# A.C. Porto Torres
 Associazione Calcio Porto Torres là một câu lạc bộ bóng đá Ý đến từ Porto Torres, Sardinia.

## Lịch sử
Câu lạc bộ được thành lập vào năm 1960. Câu lạc bộ đã thi đấu tại Serie D từ năm 2010 đến 2014.

## Màu sắc và huy hiệu
Màu sắc của đội là đỏ và xanh.

## Cựu cầu thủ đáng chú ý
- Michele Fini